# Retratto successorio
Il retratto successorio è un istituto giuridico di diritto italiano, tipico della comunione di una eredità. Non è applicabile in caso di comunione ordinaria.

## Ratio
La ratio del retratto successorio è quella di favorire, nel caso di alienazione di una quota di eredità, tra i possibili acquirenti uno dei coeredi, evitando l'intromissione di estranei nei rapporti di successione. Ai coeredi l'ordinamento garantisce non solo il diritto di prelazione sull'acquisto della quota alienanda, ma anche il diritto di riscattare la quota alienata sostituendosi al terzo acquirente.
Il legislatore ha voluto quindi agevolare la permanenza della titolarità delle quote a persone aventi legami affettivi, concedendo loro il diritto potestativo di escludere il terzo, pagandogli il corrispettivo dallo stesso già versato per l'acquisto della proprietà della quota alienata da uno dei coeredi.
La ratio può essere individuata anche nell'interesse, riconosciuto dal legislatore, di agevolare la volontà testamentaria facendo in modo che i beni, ove possibile, rimangano nella proprietà di soggetti individuati dal de cuius.

## Disciplina
Il retratto successorio è disciplinato dell'art. 732 del codice civile italiano il quale prevede che il coerede, se vuole alienare a un estraneo la sua quota ereditaria o parte di essa deve notificare la proposta di alienazione scritta, in caso di immobili, indicandone il prezzo, agli altri coeredi, che hanno diritto di prelazione da esercitare entro i due mesi successivi all'ultima delle notificazioni. 
In mancanza di notificazione, nonché quando l'alienazione segua alla tempestiva comunicazione dei coeredi di volersi avvalere del diritto, costoro hanno diritto di riscattare la quota dell'acquirente e da ogni successivo avente causa, a prescindere dall'avvenuta trascrizione dell'acquisto.